# Ким Джуён
Ким Джуён (кор. 김주영); (род. 9 марта 1991 года, Чхонджу, Республика Корея), более известный как Джуён (кор. 주영), — южнокорейский певец-композитор. Дебютировал в 2010, с 2014 находится под лейблом Starship Entertainment

## Карьера
До своего дебюта под RealCollabo Джуён и его одноклассник Шин Дону (позже дебютировавший как CNU в B1A4) создали J&D дуэт для Chinchin Youth Song Festival (2009). Дуэт получил название 갭골 (Gapgol), а Джуён взял псевдоним 갭주 (Gapjoo).

### RealCollabo (2010—2013)
Впервые Джуён был представлен публике 11 октября 2010 года. На канал RealCollabo на YouTube был загружен кавер на песню Джорджа Бенсона — Nothing's Gonna Change My Love for You, исполненный молодым певцом. Через месяц Джуён записывает ещё один кавер (Jeremy Passion — Well Done), а 7 декабря дебютирует с цифровым синглом «그대와 같아 (Same as You)».
11 декабря 2012 он выпускает свой первый мини-альбом «From Me to You», заглавную песню для которого он пишет сам, тем самым отмечая свой дебют в качестве композитора.
18 января 2013 года RealCollabo проводит 'RealCollabo Live' concert, 'Siaena & Jooyoung RealCollabo Live 001' at Hongdae V Hall. После этого Джуён начинает появляться на концертах и шоукейсах других певцов.

### Belikewater Records (2013—2014)
Джуён сообщает об уходе из RealCollabo 4 апреля 2013 через свой Twitter. После ухода он присоединяется к Belikewater Records. Он участвует в записи песни Lyn «High Heel» и посещает её шоукейс. 30 сентября Джуён выпускает цифровой сингл «Popstar», написанный Jay Chong.
28 ноября Джуён появляется на шоукейсе одного из своих лучших друзей Ким Фила в DiDimHall Hongdae, и в следующем году он также посещает 1st 'Another Concert' Ким Фила в Jazz Story.

### Starship (2014 — настоящее время)
30 июля 2014 Starship представили Джуёна как их нового артиста под лейблом Starship X и выпустили его кавер на песню Джефа Берната Call You Mine. Также в качестве участника команды Starship он принял участие в шоу «Singer Game» на канале Mnet и стал горячо обсуждаемым из-за его выступления и стратегии глазного контакта со зрителями.
Он сотрудничал с бывшим коллегой по лейблу d.ear для написания сингла «Taxi on the phone» для Кидо из Topp Dogg, который был выпущен 26 сентября. Его первый релиз под руководством Starship X — это цифровой сингл «지워 (Erase)», который представляет собой коллаб с Хёрин (Sistar), совместно с участником третьего сезона Show Me the Money Айроном. Цифровой сингл «Erase» также содержит ремейк-версию дебютного песни Джуёна, «Same sa you». Затем он участвовал в записи зимней песни Starship Planet «Love is You».
Джуён присоединился к «Starship X Concert» в Пусане 16 августа и к «Starship X All Night Concert» в Сеуле 5 декабря 2014 года вместе с коллегами Mad Clown, Чунгиго, Хёлин, Союн и Nuboyz (Shownu, Вунхо и Джухон из Monsta X и #Gun). 4 апреля 2015 года вместе с Кim Feel, Mad Clown и Hanhae он был гостем на «Rolling Saypop concert Vol.1 ELUPHANT Fly me to the moon». 23 мая он выступал на Greenplugged Seoul 2015. В 2015 он также появился в качестве гостя на Small Hall Concert Кей. Уилла.
Наряду с коллегами Джуён появляется на первом шоу на выживание айдолов от Starship «No.Mercy» в качестве приглашенного судьи с 6 по 9 эпизоды. В 9 эпизоде его команда выиграла четвертую дебютную миссию и получила право выпустить песню «0 (YOUNG)».
14 июня 2015 года Джуён выпускает сингл «91», чтобы отпраздновать день рождения своей матери. 27 августа выходит в свет его третий цифровой сингл «3» с двумя заглавными песнями. Он также принял участие в записи песни со своими старыми товарищами по агентству Ra.D, d.ear, и Brother Su, выпустив "Draw You ". Это ремейк старой песни d.ear, который также является последним релизом RealCollabo.
26 ноября 2015 Джуён был зачислен в военную службу. Starship объявил о его зачислении на военную службу в следующем месяце, сразу после выхода «Love Line». Он закончил свою базовую подготовку 24 декабря и начал службу в качестве работника общественных услуг. Несмотря на то, что он все ещё служит, Джуён продолжает выпускать песни, которые он записал перед уходом в армию. Он принял участие в записи зимней песни Starship Planet «사르르 (Softly)» в 2015. 7 января 2016 года он выпустил свой первый саундтрек «들리 나요 (Can You Hear Me)» для дорамы SBS Remember – War of the Son 14 февраля 2016 года Джуён вместе с K.Will, Junggigo, и Brother Su выпустили специальную песню ко дню Святого Валентина «요리 좀 해요 (Cook for Love)».

## Дискография

### Мини-альбомы
| Информация об альбоме                                                                                           | Трек-лист |
| --- | --- |
| From Me To You - Дата релиза: 11 декабря 2012 года - Лейбл: RealCollabo, CJ E&M - Формат: CD, цифровая загрузка | 1. Take A Breath 2. All Of You 3. 이별이란 걸 (Thing Called Farewell) 4. Hang Up The Phone (feat. Ra.D, Inbar) 5. 네게 난 (From Me To You) 6. Bonus track: Hang Up The Phone (Rap Ver.) (feat. Ra.D, SickBoi, Inbar) |

### Синглы
| Год  | Название                  | Трек-лист                                                            |
| ---- | ------------------------- | -------------------------------------------------------------------- |
| 2010 | 그대와 같아 (Same as You) | 1. 그대와 같아 (Same as You) 2. 그대와 같아 (Same as You) Rhodes RMX |
| 2013 | 팝스타 (Popstar)          | 1. 팝스타 (Popstar)                                                  |
| 2015 | 3                         | 1. Downtown Love (feat. Whale & Mad Clown) 2. Wet (feat. Superbee)   |

#### Синглы с другими артистами
| Год  | Название                                                                    | Альбом                   |
| ---- | --------------------------------------------------------------------------- | ------------------------ |
| 2014 | «지워 (Erase)» (with Hyolyn of Sistar, feat. Iron)                          | Цифровой сингл           |
| 2014 | «Love is You» (with Starship Planet)                                        | Starship Planet 2014     |
| 2015 | «0 (YOUNG)» (with Giriboy, Mad Clown, Jooheon, Kihyun, Wonho, I.M, Seokwon) | NO.MERCY (노머시) Part 3 |
| 2015 | «심상치 않아 (You & I)» (with Kisum)                                        | Цифровой сингл           |
| 2015 | «너를 그리다 (Draw You)» (with Ra.D, d.ear, Brother Su)                     | Цифровой сингл           |
| 2015 | "사르르 (Softly) (with Starship Planet)                                     | Starship Planet 2015     |
| 2015 | «Love Line» (with Hyolyn, Bumkey)                                           | Цифровой сингл           |
| 2016 | «요리좀해요 (Cook for Love)» (with K.Will, Junggigo, Brother Su)            | Цифровой сингл           |

#### Синглы с участием Джуёна
| Год  | Название                                | Артист       | Альбом          |
| ---- | --------------------------------------- | ------------ | --------------- |
| 2011 | «가지말걸 그랬어 (Shouldn’t Have Gone)» | Kim Jinpyo   | JP6             |
| 2012 | «물병자리 (Aquarius)»                   | Eluphant     | Apollo          |
| 2013 | «High Heel»                             | Lyn          | Le Grand Bleu   |
| 2015 | «콩 (Hide and Seek)»                    | Mad Clown    | Piece of Mine   |
| 2015 | «AIA»                                   | Crucial Star | Boyhood         |
| 2015 | «달로 와요 (Evening Primrose)»          | Eluphant     | Man on the Moon |

### Саундтреки
| Год  | Название                     | Фильм / Сериал            |
| ---- | ---------------------------- | ------------------------- |
| 2016 | «들리나요 (Can You Hear Me)» | Remember — War of the Son |

### Композиторское участие
| Год  | Название                         | Артист                                                             | Альбом                   |
| ---- | -------------------------------- | ------------------------------------------------------------------ | ------------------------ |
| 2012 | «Take A Breath»                  | Jooyoung                                                           | From Me To You           |
| 2012 | «All Of You»                     | Jooyoung                                                           | From Me To You           |
| 2012 | «Hang Up The Phone»              | Jooyoung                                                           | From Me To You           |
| 2012 | «네게 난 (From Me To You)»       | Jooyoung                                                           | From Me To You           |
| 2012 | «Hang Up The Phone (Rap Ver.)»   | Jooyoung                                                           | From Me To You           |
| 2013 | «High Heel»                      | Lyn                                                                | Le Grand Bleu            |
| 2013 | «팝스타 (Popstar)»               | Jooyoung                                                           | 팝스타 (Popstar)         |
| 2014 | «음악을 취해 (Drunk with Music)» | CNU (B1A4)                                                         | Who Am I                 |
| 2014 | «Drive»                          | B1A4                                                               | Solo Day                 |
| 2014 | «Taxi on the phone»              | Kidoh (Topp Dogg)                                                  | 작은 앨범 (Small Album)  |
| 2014 | «지워 (Erase)»                   | Hyolyn, Jooyoung                                                   | 지워 (Erase)             |
| 2015 | «0 (YOUNG)»                      | Giriboy, Mad Clown, Jooyoung, Jooheon, Kihyun, Wonho, I.M, Seokwon | NO.MERCY (노머시) Part 3 |
| 2015 | «달로 와요 (Evening Primrose)»   | Eluphant                                                           | Man on the Moon          |
| 2015 | «심상치 않아 (You & I)»          | Kisum, Jooyoung                                                    | 심상치 않아 (You & I)    |
| 2015 | «Downtown Love»                  | Jooyoung                                                           | 3                        |
| 2015 | «Wet»                            | Jooyoung                                                           | 3                        |

### Музыкальные видео
| Год  | Название                         | Артисты                                                                                           | Альбом                   | Видео            |
| ---- | -------------------------------- | ------------------------------------------------------------------------------------------------- | ------------------------ | ---------------- |
| 2012 | 네게 난 (From Me To You)         | Jooyoung, Irene Kim                                                                               | From Me To you           | CJ E&M           |
| 2013 | Popstar                          | Jooyoung, Yeo Yeon-hee                                                                            | Popstar                  | CJ E&M           |
| 2014 | 지워 (Erase)                     | Takuya, Hyolyn, Jooyoung                                                                          | 지워 (Erase)             | 1thek (원더케이) |
| 2014 | Love is You                      | K.Will, Sistar, Boyfriend, Mad Clown, Junggigo, Jooyoung                                          | Starship Planet 2014     | 1theK (원데케이) |
| 2015 | 콩 (Hide and Seek) special video | Mad Clown, Jooyoung                                                                               | Piece of Mine            | starshipTV       |
| 2015 | 0 (YOUNG)                        | Giriboy, Mad Clown, Jooyoung, Jooheon, Kihyun, Wonho, I.M, Seokwon                                | NO.MERCY (노머시) Part 3 | 1theK (원더케이) |
| 2015 | 심상치 않아 (You & I)            | Kisum, Jooyoung                                                                                   | 심상치 않아 (Youl & I)   | 1theK (원더케이) |
| 2015 | Wet                              | Jooyoung, Bora (Sistar)                                                                           | 3                        | 1theK (원더케이) |
| 2015 | Love Line                        | Hyolyn, Jooyoung, Bumkey                                                                          | Love Line                | 1theK (원더케이) |
| 2015 | 사르르 (Softly)                  | K.Will, Sistar, Boyfriend, Monsta X, Mad Clown, Junggigo, Jooyoung, Yoo Seungwoo, Brother Su, Exy | Starship Planet 2015     | 1theK (원데케이) |

## Фильмография

### Различные ТВ-Шоу
| Год  | Название                                             | Канал       |
| ---- | ---------------------------------------------------- | ----------- |
| 2014 | Singer Game                                          | Mnet        |
| 2014 | You Hee-yeol's Sketchbook (252 эп.)                  | KBS2        |
| 2015 | No.Mercy (6-10 эпизоды)                              | Mnet        |
| 2015 | Weekly Idol (182 эп., вместе с Mad Clown и Junggigo) | MBC Every 1 |
| 2015 | Idol Star Athletics Championship                     | MBC         |
| 2015 | Kim Feel’s Feelstagram                               | Mnet        |

## Награды
CUVISM Magazine
| Год  | Номинация               | Результат |
| ---- | ----------------------- | --------- |
| 2009 | Honey Voice of the Year | Победа    |